# Il passato è una terra straniera (romanzo)
Il passato è una terra straniera è un romanzo (un noir con toni da romanzo picaresco) scritto da Gianrico Carofiglio e pubblicato da Rizzoli nel 2004. Il titolo del libro riprende alla lettera la prima frase del libro L'età incerta di L. P. Hartley, che recita originariamente: "The past is a foreign country: they do things differently there".
Il romanzo è stato il vincitore del Premio Bancarella nel 2005, e il regista Daniele Vicari ne ha tratto l'omonimo film con protagonisti Elio Germano e Michele Riondino, uscito nelle sale nell'autunno 2008.

## Trama
La storia si svolge negli anni '80. La città di Bari è sconvolta da una serie di aggressioni e stupri ai danni di giovani donne, sulle quali indaga il Tenente Giorgio Chiti. Nel frattempo Giorgio Cipriani, un giovane studente di giurisprudenza proveniente da una famiglia borghese della città, conduce una vita estremamente abitudinaria e priva di stimoli fatta di successi universitari, beghe familiari e una stanca relazione sentimentale. Durante una festa Giorgio conosce per caso Francesco Carducci, giovane esperto di cartomagia che sfrutta le sue conoscenze per barare a poker e vincere molti soldi. Giorgio lo salva per puro caso dalla vendetta di un giocatore, e tra i due si instaura una torbida amicizia.
Sfruttando l'intelligenza di Giorgio, Francesco gli insegna i trucchi del mestiere e lo fa diventare suo socio nelle truffe al tavolo verde: Giorgio viene così introdotto in un mondo nascosto fatto di bische clandestine e tavoli da gioco privati, popolato da giocatori incalliti in grado di sperperare grandi quantità di denaro. Insieme, i due ragazzi iniziano a vincere fortissime somme; affascinato dalla personalità di Francesco e sentendosi onnipotente grazie ai soldi intascati, Giorgio cambia pian piano vita: comincia a trascorrere tutte le notti a giocare, fa uso di alcool e droghe e seduce bellissime donne sposate incontrate al tavolo da gioco. Questo comporta ovviamente degli stravolgimenti nella sua vita: lascia la fidanzata storica, entra in rotta con la sua famiglia e trascura gli studi universitari.
Ben presto, tuttavia, Giorgio scopre un lato estremamente ambiguo di Francesco, che non si fa problemi a utilizzare la violenza per riscuotere i suoi crediti o difendersi dai propri avversari; lui stesso parteciperà ai misfatti dell'amico, scoprendosi violento e cattivo. Un giorno Francesco gli dice di voler abbandonare le carte e provare a entrare nel giro della droga: per questo i due amici viaggiano fino in Spagna per recuperare una partita di cocaina che sarà poi rivenduta a Bari. Qui Giorgio assiste a un tentativo di violenza sessuale da parte di Francesco ai danni di una giovane spagnola.
Tornati a Bari i due giovani si allontanano a causa delle divergenze emerse durante il viaggio; durante quello che dovrebbe essere il loro incontro definitivo, tuttavia, Francesco tenta nuovamente di violentare una donna. Giorgio riesce a salvarla, ma viene arrestato e picchiato a sangue dai poliziotti che sospettano di lui come l'autore dello stupro; il Tenente Chiti lo fa però rilasciare in seguito alle testimonianze della ragazza. I due amici non si rivedranno mai più.
Molti anni dopo Giorgio è diventato un bravo magistrato e cerca di dimenticare quanto accaduto; un giorno viene però raggiunto da una misteriosa donna: è la ragazza da lui salvata, venuta per ringraziarlo del suo aiuto. Pur gratificato da quel ringraziamento, Giorgio riflette sul fatto che non sarà mai realmente libero dal proprio passato. Decide quindi di auto denunciarsi per la vicenda in Spagna.

## Edizioni
- Gianrico Carofiglio, Il passato è una terra straniera, collana Scrittori contemporanei, Biblioteca Universale Rizzoli, 2006,  p. 260, ISBN 88-17-01075-8.
- Gianrico Carofiglio, Il passato è una terra straniera, SuperPocket, 2006,  p. 260, ISBN 88-462-0834-X.